# Eleições parlamentares europeias de 2009 no distrito de Santarém
| Eleições parlamentares europeias de 2009 em Portugal Distritos: Aveiro \| Beja \| Braga \| Bragança \| Castelo Branco \| Coimbra \| Évora \| Faro \| Guarda \| Leiria \| Lisboa \| Portalegre \| Porto \| Santarém \| Setúbal \| Viana do Castelo \| Vila Real \| Viseu \| Açores \| Madeira \| Estrangeiro |

## Resultados por concelho
Os resultados nos concelhos do Distrito de Santarém foram os seguintes:

### Abrantes
| Partido                 | Partido                        | Votos  | %               | +/-   |
| ----------------------- | ------------------------------ | ------ | --------------- | ----- |
|                         | Partido Socialista             | 4 658  | 30,62 / 100,00  | 23,35 |
|                         | Partido Social Democrata       | 3 556  | 23,38 / 100,00  | -     |
|                         | Bloco de Esquerda              | 2 117  | 13,92 / 100,00  | 8,50  |
|                         | Coligação Democrática Unitária | 1 628  | 10,70 / 100,00  | 2,82  |
|                         | Partido Popular                | 1 030  | 6,77 / 100,00   | -     |
|                         | PCTP/MRPP                      | 262    | 1,72 / 100,00   | 0,37  |
|                         | Movimento Esperança Portugal   | 253    | 1,66 / 100,00   | Novo  |
|                         | Outros                         | 411    | 2,70 / 100,00   |       |
| Votos Inválidos         | Votos Inválidos                | 1 296  | 8,52 / 100,00   | 3,96  |
| Total                   | Total                          | 15 211 | 100,00 / 100,00 |       |
| Eleitorado/Participação | Eleitorado/Participação        | 37 466 | 40,60 / 100,00  | 3,56  |

| Freguesia               | %     | %     | %     | %     | %     | %    | %    | Votantes |
| Freguesia               | PS    | PSD   | BE    | CDU   | PP    | PCTP | MEP  | Votantes |
| ----------------------- | ----- | ----- | ----- | ----- | ----- | ---- | ---- | -------- |
| Abrantes (São João)     | 26,10 | 28,38 | 17,30 | 7,89  | 7,59  | 1,37 | 1,97 | 659      |
| Abrantes (São Vicente)  | 23,86 | 26,49 | 17,09 | 8,54  | 9,46  | 1,26 | 2,71 | 3 722    |
| Aldeia do Mato          | 10,14 | 68,48 | 4,71  | 0     | 5,07  | 0,36 | 0    | 276      |
| Alferrarede             | 30,55 | 25,82 | 12,46 | 7,59  | 10,02 | 1,25 | 1,74 | 1 437    |
| Alvega                  | 37,86 | 21,90 | 8,66  | 13,24 | 5,09  | 3,23 | 2,04 | 589      |
| Bemposta                | 39,84 | 19,92 | 11,40 | 13,24 | 4,19  | 2,10 | 1,31 | 763      |
| Carvalhal               | 29,23 | 33,24 | 9,17  | 4,87  | 6,88  | 1,15 | 1,43 | 349      |
| Concavada               | 49,79 | 8,37  | 13,81 | 10,04 | 6,69  | 1,67 | 1,67 | 239      |
| Fontes                  | 35,42 | 34,48 | 4,39  | 5,33  | 8,15  | 0,31 | 0,63 | 319      |
| Martinchel              | 25,44 | 35,54 | 9,76  | 4,53  | 6,62  | 1,39 | 0,35 | 287      |
| Mouriscas               | 29,00 | 23,67 | 11,04 | 17,84 | 5,34  | 2,67 | 1,21 | 824      |
| Pego                    | 38,36 | 12,44 | 15,55 | 16,94 | 4,49  | 2,88 | 1,61 | 868      |
| Rio de Moinhos          | 34,64 | 21,72 | 11,15 | 9,59  | 8,22  | 1,37 | 1,37 | 511      |
| Rossio ao Sul do Tejo   | 39,16 | 17,61 | 15,80 | 8,69  | 5,76  | 2,48 | 1,35 | 886      |
| São Facundo             | 43,60 | 12,40 | 16,53 | 14,88 | 2,89  | 0,83 | 1,45 | 484      |
| São Miguel do Rio Torto | 33,80 | 18,24 | 13,88 | 15,96 | 4,36  | 2,28 | 1,09 | 1 009    |
| Souto                   | 19,41 | 49,82 | 4,03  | 3,30  | 8,06  | 1,83 | 1,83 | 273      |
| Tramagal                | 33,57 | 16,79 | 18,79 | 15,64 | 4,79  | 2,00 | 1,00 | 1 400    |
| Vale das Mós            | 8,23  | 2,85  | 4,11  | 5,70  | 0     | 0,95 | 0    | 316      |
| Abrantes                | 30,62 | 23,38 | 13,92 | 10,70 | 6,77  | 1,72 | 1,66 | 15 211   |

### Alcanena
| Partido                 | Partido                        | Votos  | %               | +/-   |
| ----------------------- | ------------------------------ | ------ | --------------- | ----- |
|                         | Partido Social Democrata       | 1 593  | 29,80 / 100,00  | -     |
|                         | Partido Socialista             | 1 392  | 26,04 / 100,00  | 15,88 |
|                         | Coligação Democrática Unitária | 572    | 10,70 / 100,00  | 1,48  |
|                         | Bloco de Esquerda              | 571    | 10,68 / 100,00  | 6,44  |
|                         | Partido Popular                | 488    | 9,13 / 100,00   | -     |
|                         | PCTP/MRPP                      | 87     | 1,63 / 100,00   | 0,26  |
|                         | Movimento Esperança Portugal   | 84     | 1,57 / 100,00   | Novo  |
|                         | Outros                         | 159    | 2,97 / 100,00   |       |
| Votos Inválidos         | Votos Inválidos                | 399    | 7,47 / 100,00   | 1,21  |
| Total                   | Total                          | 5 345  | 100,00 / 100,00 |       |
| Eleitorado/Participação | Eleitorado/Participação        | 13 243 | 40,36 / 100,00  | 0,46  |

| Freguesia              | %     | %     | %     | %     | %     | %    | %    | Votantes |
| Freguesia              | PSD   | PS    | CDU   | BE    | PP    | PCTP | MEP  | Votantes |
| ---------------------- | ----- | ----- | ----- | ----- | ----- | ---- | ---- | -------- |
| Alcanena               | 28,64 | 25,05 | 13,11 | 11,46 | 9,45  | 2,48 | 0,90 | 1 449    |
| Bugalhos               | 21,91 | 41,05 | 11,11 | 11,11 | 6,17  | 0,62 | 1,54 | 324      |
| Espinheiro             | 19,40 | 39,55 | 16,79 | 10,82 | 3,36  | 1,12 | 0,37 | 268      |
| Louriceira             | 19,83 | 30,58 | 15,29 | 10,74 | 6,20  | 4,13 | 0,83 | 242      |
| Malhou                 | 18,63 | 32,92 | 10,87 | 15,22 | 7,76  | 1,24 | 2,80 | 322      |
| Minde                  | 38,20 | 17,17 | 8,09  | 10,21 | 11,72 | 0,98 | 2,34 | 1 322    |
| Moitas Venda           | 34,69 | 21,53 | 3,83  | 9,09  | 11,72 | 1,44 | 1,67 | 418      |
| Monsanto               | 25,34 | 31,13 | 15,70 | 11,02 | 6,89  | 1,10 | 0,83 | 363      |
| Serra de Santo António | 47,37 | 23,03 | 2,63  | 3,95  | 10,20 | 2,63 | 1,32 | 304      |
| Vila Moreira           | 18,32 | 33,03 | 12,31 | 12,01 | 6,61  | 2,40 | 2,70 | 333      |
| Alcanena               | 29,80 | 26,04 | 10,70 | 10,68 | 9,13  | 1,63 | 1,57 | 5 345    |

### Almeirim
| Partido                 | Partido                        | Votos  | %               | +/-   |
| ----------------------- | ------------------------------ | ------ | --------------- | ----- |
|                         | Partido Socialista             | 2 040  | 30,94 / 100,00  | 23,57 |
|                         | Partido Social Democrata       | 1 381  | 20,95 / 100,00  | -     |
|                         | Coligação Democrática Unitária | 987    | 14,97 / 100,00  | 3,13  |
|                         | Bloco de Esquerda              | 815    | 12,36 / 100,00  | 8,38  |
|                         | Partido Popular                | 486    | 7,37 / 100,00   | -     |
|                         | PCTP/MRPP                      | 128    | 1,94 / 100,00   | 0,51  |
|                         | Movimento Esperança Portugal   | 85     | 1,29 / 100,00   | Novo  |
|                         | Outros                         | 194    | 2,94 / 100,00   |       |
| Votos Inválidos         | Votos Inválidos                | 477    | 7,23 / 100,00   | 3,29  |
| Total                   | Total                          | 6 593  | 100,00 / 100,00 |       |
| Eleitorado/Participação | Eleitorado/Participação        | 19 837 | 33,24 / 100,00  | 0,49  |

| Freguesia            | %     | %     | %     | %     | %    | %    | %    | Votantes |
| Freguesia            | PS    | PSD   | CDU   | BE    | PP   | PCTP | MEP  | Votantes |
| -------------------- | ----- | ----- | ----- | ----- | ---- | ---- | ---- | -------- |
| Almeirim             | 27,12 | 24,24 | 13,25 | 13,20 | 8,54 | 1,68 | 1,44 | 3 758    |
| Benfica do Ribatejo  | 39,00 | 11,69 | 22,64 | 11,37 | 4,36 | 2,66 | 0,21 | 941      |
| Fazendas de Almeirim | 32,36 | 19,53 | 15,88 | 11,62 | 6,93 | 2,25 | 1,34 | 1 644    |
| Raposa               | 48,80 | 15,60 | 6,00  | 8,40  | 4,00 | 1,20 | 2,80 | 250      |
| Almeirim             | 30,94 | 20,95 | 14,97 | 12,36 | 7,37 | 1,94 | 1,29 | 6 593    |

### Alpiarça
| Partido                 | Partido                        | Votos | %               | +/-   |
| ----------------------- | ------------------------------ | ----- | --------------- | ----- |
|                         | Coligação Democrática Unitária | 1 256 | 44,75 / 100,00  | 6,55  |
|                         | Partido Socialista             | 609   | 21,70 / 100,00  | 20,24 |
|                         | Partido Social Democrata       | 280   | 9,98 / 100,00   | -     |
|                         | Bloco de Esquerda              | 235   | 8,37 / 100,00   | 5,29  |
|                         | Partido Popular                | 123   | 4,38 / 100,00   | -     |
|                         | PCTP/MRPP                      | 42    | 1,50 / 100,00   | 0,70  |
|                         | Outros                         | 78    | 2,79 / 100,00   |       |
| Votos Inválidos         | Votos Inválidos                | 184   | 6,56 / 100,00   | 3,87  |
| Total                   | Total                          | 2 807 | 100,00 / 100,00 |       |
| Eleitorado/Participação | Eleitorado/Participação        | 6 649 | 42,22 / 100,00  | 1,35  |

| Freguesia | %     | %     | %    | %    | %    | %    | Votantes |
| Freguesia | CDU   | PS    | PSD  | BE   | PP   | PCTP | Votantes |
| --------- | ----- | ----- | ---- | ---- | ---- | ---- | -------- |
| Alpiarça  | 44,75 | 21,70 | 9,98 | 8,37 | 4,38 | 1,50 | 2 807    |
| Alpiarça  | 44,75 | 21,70 | 9,98 | 8,37 | 4,38 | 1,50 | 2 807    |

### Benavente
| Partido                 | Partido                        | Votos  | %               | +/-   |
| ----------------------- | ------------------------------ | ------ | --------------- | ----- |
|                         | Partido Socialista             | 1 549  | 22,84 / 100,00  | 20,06 |
|                         | Coligação Democrática Unitária | 1 379  | 20,33 / 100,00  | 1,84  |
|                         | Partido Social Democrata       | 1 325  | 19,53 / 100,00  | -     |
|                         | Bloco de Esquerda              | 965    | 14,23 / 100,00  | 9,19  |
|                         | Partido Popular                | 567    | 8,36 / 100,00   | -     |
|                         | PCTP/MRPP                      | 155    | 2,29 / 100,00   | 0,02  |
|                         | Movimento Esperança Portugal   | 132    | 1,95 / 100,00   | Novo  |
|                         | Outros                         | 197    | 2,91 / 100,00   |       |
| Votos Inválidos         | Votos Inválidos                | 514    | 7,58 / 100,00   | 3,81  |
| Total                   | Total                          | 6 783  | 100,00 / 100,00 |       |
| Eleitorado/Participação | Eleitorado/Participação        | 21 199 | 32,00 / 100,00  | 0,59  |

| Freguesia      | %     | %     | %     | %     | %     | %    | %    | Votantes |
| Freguesia      | PS    | CDU   | PSD   | BE    | PP    | PCTP | MEP  | Votantes |
| -------------- | ----- | ----- | ----- | ----- | ----- | ---- | ---- | -------- |
| Barrosa        | 38,62 | 22,75 | 5,29  | 14,29 | 1,06  | 2,65 | 1,06 | 189      |
| Benavente      | 20,98 | 21,23 | 20,98 | 13,67 | 9,00  | 2,31 | 2,35 | 2 421    |
| Samora Correia | 23,09 | 19,51 | 18,65 | 15,31 | 8,10  | 2,23 | 1,64 | 3 716    |
| Santo Estêvão  | 24,07 | 21,23 | 24,95 | 8,32  | 10,07 | 2,41 | 2,63 | 457      |
| Benavente      | 22,84 | 20,33 | 19,53 | 14,23 | 8,36  | 2,29 | 1,95 | 6 783    |

### Cartaxo
| Partido                 | Partido                        | Votos  | %               | +/-   |
| ----------------------- | ------------------------------ | ------ | --------------- | ----- |
|                         | Partido Socialista             | 2 337  | 29,74 / 100,00  | 24,48 |
|                         | Partido Social Democrata       | 1 694  | 21,56 / 100,00  | -     |
|                         | Bloco de Esquerda              | 1 096  | 13,95 / 100,00  | 9,07  |
|                         | Coligação Democrática Unitária | 1 031  | 13,12 / 100,00  | 2,66  |
|                         | Partido Popular                | 572    | 7,28 / 100,00   | -     |
|                         | PCTP/MRPP                      | 122    | 1,55 / 100,00   | 0,10  |
|                         | Movimento Esperança Portugal   | 110    | 1,40 / 100,00   | Novo  |
|                         | Outros                         | 267    | 3,40 / 100,00   |       |
| Votos Inválidos         | Votos Inválidos                | 628    | 8,00 / 100,00   | 3,56  |
| Total                   | Total                          | 7 857  | 100,00 / 100,00 |       |
| Eleitorado/Participação | Eleitorado/Participação        | 20 737 | 37,89 / 100,00  | 0,25  |

| Freguesia           | %     | %     | %     | %     | %    | %    | %    | Votantes |
| Freguesia           | PS    | PSD   | BE    | CDU   | PP   | PCTP | MEP  | Votantes |
| ------------------- | ----- | ----- | ----- | ----- | ---- | ---- | ---- | -------- |
| Cartaxo             | 24,71 | 26,60 | 15,56 | 10,75 | 8,53 | 1,00 | 1,51 | 3 387    |
| Ereira              | 36,51 | 14,29 | 17,46 | 19,84 | 3,97 | 1,59 | 0,40 | 252      |
| Lapa                | 32,08 | 22,81 | 11,53 | 11,28 | 7,52 | 3,01 | 1,00 | 399      |
| Pontével            | 34,39 | 15,86 | 13,95 | 15,01 | 5,64 | 1,41 | 1,34 | 1 419    |
| Valada              | 31,62 | 17,95 | 9,97  | 21,65 | 4,56 | 2,56 | 1,14 | 351      |
| Vale da Pedra       | 31,67 | 17,58 | 11,06 | 18,79 | 6,82 | 2,27 | 2,12 | 660      |
| Vale da Pinta       | 31,97 | 20,86 | 11,11 | 13,38 | 7,26 | 2,49 | 1,13 | 441      |
| Vila Chã de Ourique | 34,92 | 17,93 | 13,08 | 10,55 | 7,38 | 1,79 | 1,27 | 948      |
| Cartaxo             | 29,74 | 21,56 | 13,95 | 13,12 | 7,28 | 1,55 | 1,40 | 7 857    |

### Chamusca
| Partido                 | Partido                        | Votos | %               | +/-   |
| ----------------------- | ------------------------------ | ----- | --------------- | ----- |
|                         | Partido Socialista             | 1 007 | 29,09 / 100,00  | 21,35 |
|                         | Coligação Democrática Unitária | 790   | 22,82 / 100,00  | 3,15  |
|                         | Partido Social Democrata       | 617   | 17,82 / 100,00  | -     |
|                         | Bloco de Esquerda              | 338   | 9,76 / 100,00   | 6,72  |
|                         | Partido Popular                | 237   | 6,85 / 100,00   | -     |
|                         | PCTP/MRPP                      | 88    | 2,54 / 100,00   | 0,11  |
|                         | Outros                         | 138   | 3,98 / 100,00   |       |
| Votos Inválidos         | Votos Inválidos                | 247   | 7,13 / 100,00   | 3,79  |
| Total                   | Total                          | 3 462 | 100,00 / 100,00 |       |
| Eleitorado/Participação | Eleitorado/Participação        | 9 648 | 35,88 / 100,00  | 0,77  |

| Freguesia       | %     | %     | %     | %     | %    | %    | Votantes |
| Freguesia       | PS    | CDU   | PSD   | BE    | PP   | PCTP | Votantes |
| --------------- | ----- | ----- | ----- | ----- | ---- | ---- | -------- |
| Carregueira     | 30,28 | 20,24 | 12,56 | 12,70 | 7,98 | 2,81 | 677      |
| Chamusca        | 22,03 | 25,74 | 18,07 | 11,55 | 9,49 | 2,64 | 1 212    |
| Chouto          | 27,52 | 16,78 | 27,52 | 7,38  | 6,04 | 4,03 | 149      |
| Parreira        | 29,03 | 9,27  | 41,53 | 7,66  | 3,23 | 2,02 | 248      |
| Pinheiro Grande | 33,91 | 22,03 | 13,04 | 8,41  | 8,70 | 3,19 | 345      |
| Ulme            | 49,12 | 10,33 | 18,14 | 4,79  | 4,03 | 1,51 | 397      |
| Vale de Cavalos | 25,35 | 40,55 | 11,98 | 7,83  | 1,15 | 2,07 | 434      |
| Chamusca        | 29,09 | 22,82 | 17,82 | 9,76  | 6,85 | 2,54 | 3 462    |

### Constância
| Partido                 | Partido                        | Votos | %               | +/-   |
| ----------------------- | ------------------------------ | ----- | --------------- | ----- |
|                         | Partido Socialista             | 515   | 33,86 / 100,00  | 23,07 |
|                         | Coligação Democrática Unitária | 266   | 17,49 / 100,00  | 3,47  |
|                         | Partido Social Democrata       | 241   | 15,84 / 100,00  | -     |
|                         | Bloco de Esquerda              | 184   | 12,10 / 100,00  | 9,26  |
|                         | Partido Popular                | 107   | 7,03 / 100,00   | -     |
|                         | Movimento Esperança Portugal   | 20    | 1,31 / 100,00   | Novo  |
|                         | PCTP/MRPP                      | 19    | 1,25 / 100,00   | 0,10  |
|                         | Outros                         | 43    | 2,82 / 100,00   |       |
| Votos Inválidos         | Votos Inválidos                | 126   | 8,28 / 100,00   | 3,37  |
| Total                   | Total                          | 1 521 | 100,00 / 100,00 |       |
| Eleitorado/Participação | Eleitorado/Participação        | 3 506 | 43,38 / 100,00  | 3,36  |

| Freguesia                  | %     | %     | %     | %     | %     | %    | %    | Votantes |
| Freguesia                  | PS    | CDU   | PSD   | BE    | PP    | MEP  | PCTP | Votantes |
| -------------------------- | ----- | ----- | ----- | ----- | ----- | ---- | ---- | -------- |
| Constância                 | 21,13 | 17,46 | 17,18 | 14,65 | 11,55 | 2,82 | 1,41 | 355      |
| Montalvo                   | 38,14 | 16,70 | 16,70 | 9,90  | 6,39  | 0,82 | 0,62 | 485      |
| Santa Margarida da Coutada | 37,44 | 18,06 | 14,54 | 12,33 | 5,14  | 0,88 | 1,62 | 681      |
| Constância                 | 33,86 | 17,49 | 15,84 | 12,10 | 7,03  | 1,31 | 1,25 | 1 521    |

### Coruche
| Partido                 | Partido                        | Votos  | %               | +/-   |
| ----------------------- | ------------------------------ | ------ | --------------- | ----- |
|                         | Coligação Democrática Unitária | 2 063  | 29,46 / 100,00  | 0,49  |
|                         | Partido Socialista             | 1 796  | 25,65 / 100,00  | 18,81 |
|                         | Partido Social Democrata       | 1 191  | 17,01 / 100,00  | -     |
|                         | Bloco de Esquerda              | 737    | 10,52 / 100,00  | 8,12  |
|                         | Partido Popular                | 426    | 6,08 / 100,00   | -     |
|                         | PCTP/MRPP                      | 153    | 2,18 / 100,00   | 0,17  |
|                         | Outros                         | 253    | 3,61 / 100,00   |       |
| Votos Inválidos         | Votos Inválidos                | 284    | 5,48 / 100,00   | 2,78  |
| Total                   | Total                          | 7 003  | 100,00 / 100,00 |       |
| Eleitorado/Participação | Eleitorado/Participação        | 18 978 | 36,90 / 100,00  | 0,16  |

| Freguesia            | %     | %     | %     | %     | %     | %    | Votantes |
| Freguesia            | CDU   | PS    | PSD   | BE    | PP    | PCTP | Votantes |
| -------------------- | ----- | ----- | ----- | ----- | ----- | ---- | -------- |
| Biscainho            | 9,87  | 27,30 | 25,99 | 10,86 | 13,16 | 2,63 | 304      |
| Branca               | 19,43 | 32,92 | 25,77 | 5,73  | 4,50  | 3,07 | 489      |
| Coruche              | 18,74 | 24,81 | 21,91 | 13,30 | 8,61  | 2,08 | 2 834    |
| Couço                | 61,52 | 16,93 | 7,03  | 4,75  | 1,89  | 2,15 | 1 536    |
| Erra                 | 34,29 | 19,48 | 9,09  | 15,32 | 4,68  | 2,86 | 385      |
| Fajarda              | 25,94 | 32,33 | 13,35 | 13,53 | 3,95  | 2,44 | 532      |
| Santana do Mato      | 27,30 | 32,01 | 16,87 | 10,67 | 5,46  | 1,99 | 403      |
| São José da Lamarosa | 15,77 | 40,96 | 15,96 | 10,00 | 5,77  | 1,15 | 520      |
| Coruche              | 29,46 | 25,65 | 17,01 | 10,52 | 6,08  | 2,18 | 7 003    |

### Entroncamento
| Partido                 | Partido                        | Votos  | %               | +/-   |
| ----------------------- | ------------------------------ | ------ | --------------- | ----- |
|                         | Partido Social Democrata       | 1 595  | 23,18 / 100,00  | -     |
|                         | Partido Socialista             | 1 594  | 23,16 / 100,00  | 25,25 |
|                         | Bloco de Esquerda              | 1 385  | 20,12 / 100,00  | 10,70 |
|                         | Coligação Democrática Unitária | 675    | 9,81 / 100,00   | 0,18  |
|                         | Partido Popular                | 587    | 8,53 / 100,00   | -     |
|                         | Movimento Esperança Portugal   | 106    | 1,54 / 100,00   | Novo  |
|                         | PCTP/MRPP                      | 87     | 1,26 / 100,00   | 0,12  |
|                         | Outros                         | 211    | 3,06 / 100,00   |       |
| Votos Inválidos         | Votos Inválidos                | 642    | 9,33 / 100,00   | 4,71  |
| Total                   | Total                          | 6 882  | 100,00 / 100,00 |       |
| Eleitorado/Participação | Eleitorado/Participação        | 16 770 | 41,04 / 100,00  | 0,90  |

| Freguesia               | %     | %     | %     | %     | %    | %    | %    | Votantes |
| Freguesia               | PSD   | PS    | BE    | CDU   | PP   | MEP  | PCTP | Votantes |
| ----------------------- | ----- | ----- | ----- | ----- | ---- | ---- | ---- | -------- |
| Nossa Senhora de Fátima | 23,74 | 20,59 | 21,21 | 8,58  | 9,35 | 1,75 | 1,18 | 3 720    |
| São João Baptista       | 22,52 | 26,19 | 18,85 | 11,26 | 7,56 | 1,30 | 1,36 | 3 162    |
| Entroncamento           | 23,18 | 23,16 | 20,12 | 9,81  | 8,53 | 1,54 | 1,26 | 6 882    |

### Ferreira do Zêzere
| Partido                 | Partido                        | Votos | %               | +/-   |
| ----------------------- | ------------------------------ | ----- | --------------- | ----- |
|                         | Partido Social Democrata       | 1 530 | 45,24 / 100,00  | -     |
|                         | Partido Socialista             | 795   | 23,51 / 100,00  | 15,37 |
|                         | Partido Popular                | 275   | 8,13 / 100,00   | -     |
|                         | Bloco de Esquerda              | 218   | 6,45 / 100,00   | 4,63  |
|                         | Coligação Democrática Unitária | 114   | 3,37 / 100,00   | 1,89  |
|                         | Partido da Terra               | 34    | 1,01 / 100,00   | 0,36  |
|                         | Outros                         | 134   | 3,96 / 100,00   |       |
| Votos Inválidos         | Votos Inválidos                | 282   | 8,34 / 100,00   | 2,82  |
| Total                   | Total                          | 3 382 | 100,00 / 100,00 |       |
| Eleitorado/Participação | Eleitorado/Participação        | 8 429 | 40,12 / 100,00  | 0,10  |

| Freguesia             | %     | %     | %     | %    | %    | %    | Votantes |
| Freguesia             | PSD   | PS    | PP    | BE   | CDU  | MPT  | Votantes |
| --------------------- | ----- | ----- | ----- | ---- | ---- | ---- | -------- |
| Águas Belas           | 36,55 | 32,64 | 8,05  | 5,75 | 3,91 | 1,15 | 435      |
| Areias                | 54,40 | 18,31 | 6,34  | 4,93 | 3,17 | 1,06 | 568      |
| Beco                  | 57,52 | 20,92 | 6,54  | 4,58 | 2,61 | 0,98 | 306      |
| Chãos                 | 59,23 | 13,30 | 5,15  | 5,15 | 1,29 | 1,29 | 233      |
| Dornes                | 39,16 | 30,42 | 7,60  | 9,89 | 3,04 | 1,14 | 263      |
| Ferreira do Zêzere    | 34,52 | 24,67 | 8,90  | 9,25 | 5,22 | 0,59 | 843      |
| Igreja Nova do Sobral | 51,89 | 19,24 | 11,00 | 3,78 | 1,03 | 1,37 | 291      |
| Paio Mendes           | 39,22 | 28,02 | 10,34 | 7,76 | 3,45 | 1,29 | 232      |
| Pias                  | 53,08 | 21,33 | 8,53  | 4,27 | 2,37 | 0,95 | 211      |
| Ferreira do Zêzere    | 45,24 | 23,51 | 8,13  | 6,45 | 3,37 | 1,01 | 3 382    |

### Golegã
| Partido                 | Partido                        | Votos | %               | +/-   |
| ----------------------- | ------------------------------ | ----- | --------------- | ----- |
|                         | Partido Socialista             | 429   | 24,57 / 100,00  | 23,28 |
|                         | Partido Social Democrata       | 378   | 21,65 / 100,00  | -     |
|                         | Coligação Democrática Unitária | 337   | 19,30 / 100,00  | 2,96  |
|                         | Bloco de Esquerda              | 199   | 11,40 / 100,00  | 8,14  |
|                         | Partido Popular                | 182   | 10,42 / 100,00  | -     |
|                         | PCTP/MRPP                      | 41    | 2,35 / 100,00   | 0,14  |
|                         | Movimento Esperança Portugal   | 23    | 1,32 / 100,00   | Novo  |
|                         | Outros                         | 59    | 3,40 / 100,00   |       |
| Votos Inválidos         | Votos Inválidos                | 98    | 5,62 / 100,00   | 1,44  |
| Total                   | Total                          | 1 746 | 100,00 / 100,00 |       |
| Eleitorado/Participação | Eleitorado/Participação        | 4 804 | 36,34 / 100,00  | 1,98  |

| Freguesia | %     | %     | %     | %     | %     | %    | %    | Votantes |
| Freguesia | PS    | PSD   | CDU   | BE    | PP    | PCTP | MEP  | Votantes |
| --------- | ----- | ----- | ----- | ----- | ----- | ---- | ---- | -------- |
| Azinhaga  | 28,90 | 15,44 | 31,96 | 9,87  | 3,95  | 2,87 | 0,54 | 557      |
| Golegã    | 22,54 | 24,56 | 13,37 | 12,11 | 13,46 | 2,10 | 1,68 | 1 189    |
| Golegã    | 24,57 | 21,65 | 19,30 | 11,40 | 10,42 | 2,35 | 1,32 | 1 746    |

### Mação
| Partido                 | Partido                        | Votos | %               | +/-   |
| ----------------------- | ------------------------------ | ----- | --------------- | ----- |
|                         | Partido Social Democrata       | 1 719 | 42,02 / 100,00  | -     |
|                         | Partido Socialista             | 1 121 | 27,40 / 100,00  | 11,69 |
|                         | Bloco de Esquerda              | 294   | 7,19 / 100,00   | 4,95  |
|                         | Partido Popular                | 258   | 6,31 / 100,00   | -     |
|                         | Coligação Democrática Unitária | 190   | 4,64 / 100,00   | 1,14  |
|                         | Movimento Esperança Portugal   | 54    | 1,32 / 100,00   | Novo  |
|                         | PCTP/MRPP                      | 47    | 1,15 / 100,00   | 0,26  |
|                         | Outros                         | 99    | 2,43 / 100,00   |       |
| Votos Inválidos         | Votos Inválidos                | 309   | 7,55 / 100,00   | 2,16  |
| Total                   | Total                          | 4 091 | 100,00 / 100,00 |       |
| Eleitorado/Participação | Eleitorado/Participação        | 7 610 | 53,76 / 100,00  | 0,87  |

| Freguesia  | %     | %     | %     | %    | %    | %    | %    | Votantes |
| Freguesia  | PSD   | PS    | BE    | PP   | CDU  | MEP  | PCTP | Votantes |
| ---------- | ----- | ----- | ----- | ---- | ---- | ---- | ---- | -------- |
| Aboboreira | 40,06 | 29,17 | 4,49  | 9,29 | 3,21 | 1,92 | 0,96 | 312      |
| Amêndoa    | 48,00 | 24,00 | 8,00  | 4,29 | 3,14 | 2,00 | 0,86 | 350      |
| Cardigos   | 62,63 | 13,02 | 3,83  | 9,19 | 0,77 | 0,92 | 0,92 | 653      |
| Carvoeiro  | 52,17 | 27,95 | 4,66  | 1,86 | 2,17 | 1,24 | 0,31 | 322      |
| Envendos   | 41,79 | 30,54 | 4,82  | 6,61 | 4,11 | 1,79 | 1,07 | 560      |
| Mação      | 30,95 | 30,58 | 11,02 | 5,69 | 8,36 | 1,47 | 1,93 | 1 089    |
| Ortiga     | 28,06 | 36,42 | 7,76  | 8,66 | 7,16 | 1,19 | 1,49 | 335      |
| Penhascoso | 39,15 | 30,85 | 8,30  | 4,26 | 4,04 | 0,21 | 0,43 | 470      |
| Mação      | 42,02 | 27,40 | 7,19  | 6,31 | 4,64 | 1,32 | 1,15 | 4 091    |

### Ourém
| Partido                 | Partido                        | Votos  | %               | +/-  |
| ----------------------- | ------------------------------ | ------ | --------------- | ---- |
|                         | Partido Social Democrata       | 8 250  | 50,70 / 100,00  | -    |
|                         | Partido Socialista             | 2 395  | 14,72 / 100,00  | 6,41 |
|                         | Partido Popular                | 1 945  | 11,95 / 100,00  | -    |
|                         | Bloco de Esquerda              | 1 022  | 6,28 / 100,00   | 4,02 |
|                         | Coligação Democrática Unitária | 480    | 2,95 / 100,00   | 0,78 |
|                         | Movimento Esperança Portugal   | 320    | 1,97 / 100,00   | Novo |
|                         | Outros                         | 513    | 3,15 / 100,00   |      |
| Votos Inválidos         | Votos Inválidos                | 1 348  | 8,28 / 100,00   | 3,10 |
| Total                   | Total                          | 16 273 | 100,00 / 100,00 |      |
| Eleitorado/Participação | Eleitorado/Participação        | 44 502 | 36,57 / 100,00  | 2,09 |

| Freguesia                       | %     | %     | %     | %    | %    | %    | Votantes |
| Freguesia                       | PSD   | PS    | PP    | BE   | CDU  | MEP  | Votantes |
| ------------------------------- | ----- | ----- | ----- | ---- | ---- | ---- | -------- |
| Alburitel                       | 36,01 | 27,81 | 5,70  | 9,63 | 3,92 | 1,60 | 561      |
| Atouguia                        | 56,42 | 14,08 | 9,68  | 6,76 | 2,82 | 0,68 | 888      |
| Casal dos Bernardos             | 63,70 | 11,30 | 10,10 | 3,37 | 2,16 | 1,20 | 416      |
| Caxarias                        | 44,54 | 19,91 | 12,24 | 7,82 | 4,57 | 0,74 | 678      |
| Cercal                          | 57,21 | 7,32  | 12,81 | 4,81 | 1,83 | 2,52 | 437      |
| Espite                          | 51,08 | 13,67 | 12,95 | 5,52 | 0,72 | 4,08 | 417      |
| Fátima                          | 54,18 | 9,76  | 13,56 | 5,82 | 1,37 | 3,62 | 3 782    |
| Formigais                       | 61,14 | 14,29 | 6,29  | 2,86 | 2,86 | 1,14 | 175      |
| Freixianda                      | 62,86 | 10,11 | 12,64 | 3,96 | 1,76 | 0,11 | 910      |
| Gondemaria                      | 63,51 | 8,78  | 9,70  | 3,70 | 1,85 | 1,62 | 433      |
| Matas                           | 48,91 | 11,09 | 21,30 | 3,48 | 2,83 | 1,30 | 460      |
| Nossa Senhora da Piedade        | 35,81 | 24,47 | 12,12 | 9,18 | 5,14 | 2,25 | 2 178    |
| Nossa Senhora das Misericórdias | 49,07 | 13,86 | 11,99 | 6,08 | 4,76 | 1,53 | 1 826    |
| Olival                          | 50,40 | 14,29 | 10,32 | 5,95 | 2,65 | 0,93 | 756      |
| Ribeira do Fárrio               | 73,72 | 6,68  | 8,02  | 3,79 | 1,11 | 0,89 | 449      |
| Rio de Couros                   | 64,02 | 10,14 | 9,63  | 4,22 | 1,86 | 1,18 | 592      |
| Seiça                           | 33,43 | 26,88 | 11,00 | 9,33 | 4,60 | 1,39 | 718      |
| Urqueira                        | 47,24 | 15,24 | 13,40 | 6,53 | 3,35 | 1,51 | 597      |
| Ourém                           | 50,70 | 14,72 | 11,95 | 6,28 | 2,95 | 1,97 | 16 273   |

### Rio Maior
| Partido                 | Partido                        | Votos  | %               | +/-   |
| ----------------------- | ------------------------------ | ------ | --------------- | ----- |
|                         | Partido Social Democrata       | 2 609  | 37,19 / 100,00  | -     |
|                         | Partido Socialista             | 1 619  | 23,08 / 100,00  | 17,77 |
|                         | Partido Popular                | 708    | 10,09 / 100,00  | -     |
|                         | Bloco de Esquerda              | 635    | 9,05 / 100,00   | 6,03  |
|                         | Coligação Democrática Unitária | 391    | 5,57 / 100,00   | 2,03  |
|                         | Movimento Esperança Portugal   | 106    | 1,51 / 100,00   | Novo  |
|                         | PCTP/MRPP                      | 75     | 1,07 / 100,00   | 0,01  |
|                         | Outros                         | 205    | 2,91 / 100,00   |       |
| Votos Inválidos         | Votos Inválidos                | 667    | 9,51 / 100,00   | 3,06  |
| Total                   | Total                          | 7 015  | 100,00 / 100,00 |       |
| Eleitorado/Participação | Eleitorado/Participação        | 18 609 | 37,70 / 100,00  | 1,14  |

| Freguesia            | %     | %     | %     | %     | %     | %    | %    | Votantes |
| Freguesia            | PSD   | PS    | PP    | BE    | CDU   | MEP  | PCTP | Votantes |
| -------------------- | ----- | ----- | ----- | ----- | ----- | ---- | ---- | -------- |
| Alcobertas           | 48,41 | 11,44 | 14,49 | 4,45  | 2,29  | 2,16 | 0,64 | 787      |
| Arrouquelas          | 19,61 | 32,84 | 3,92  | 10,78 | 19,61 | 2,45 | 0,98 | 204      |
| Arruda dos Pisões    | 45,22 | 19,11 | 8,92  | 8,92  | 3,82  | 0,64 | 0,64 | 157      |
| Asseiceira           | 22,00 | 30,33 | 10,33 | 14,67 | 9,67  | 1,00 | 2,00 | 300      |
| Assentiz             | 28,08 | 30,54 | 3,94  | 10,84 | 8,37  | 1,48 | 0,49 | 203      |
| Azambujeira          | 32,21 | 36,24 | 4,70  | 5,37  | 4,70  | 2,01 | 0,67 | 149      |
| Fráguas              | 41,01 | 27,25 | 8,15  | 3,93  | 3,37  | 0,56 | 1,97 | 356      |
| Malaqueijo           | 32,54 | 33,14 | 5,33  | 10,06 | 6,51  | 1,18 | 0,59 | 169      |
| Marmeleira           | 23,53 | 21,39 | 8,02  | 12,30 | 21,93 | 2,14 | 1,60 | 187      |
| Outeiro da Cortiçada | 39,70 | 22,47 | 11,61 | 6,37  | 3,37  | 1,87 | 0,37 | 267      |
| Ribeira de São João  | 33,14 | 25,44 | 12,43 | 8,28  | 8,88  | 1,78 | 0    | 169      |
| Rio Maior            | 37,64 | 22,69 | 10,45 | 9,79  | 4,85  | 1,45 | 1,06 | 3 587    |
| São João da Ribeira  | 39,12 | 19,24 | 10,41 | 12,39 | 3,79  | 1,26 | 2,84 | 317      |
| São Sebastião        | 39,88 | 33,13 | 7,98  | 7,98  | 0     | 1,23 | 0    | 163      |
| Rio Maior            | 37,19 | 23,08 | 10,09 | 9,05  | 5,57  | 1,51 | 1,07 | 7 015    |

### Salvaterra de Magos
| Partido                 | Partido                        | Votos  | %               | +/-   |
| ----------------------- | ------------------------------ | ------ | --------------- | ----- |
|                         | Partido Socialista             | 1 559  | 29,34 / 100,00  | 22,30 |
|                         | Partido Social Democrata       | 983    | 18,50 / 100,00  | -     |
|                         | Bloco de Esquerda              | 949    | 17,86 / 100,00  | 11,36 |
|                         | Coligação Democrática Unitária | 806    | 15,17 / 100,00  | 2,21  |
|                         | Partido Popular                | 326    | 6,14 / 100,00   | -     |
|                         | Movimento Esperança Portugal   | 84     | 1,58 / 100,00   | Novo  |
|                         | PCTP/MRPP                      | 78     | 1,47 / 100,00   | 0,01  |
|                         | Outros                         | 162    | 3,06 / 100,00   |       |
| Votos Inválidos         | Votos Inválidos                | 366    | 6,89 / 100,00   | 3,24  |
| Total                   | Total                          | 5 313  | 100,00 / 100,00 |       |
| Eleitorado/Participação | Eleitorado/Participação        | 18 493 | 28,73 / 100,00  | 1,80  |

| Freguesia           | %     | %     | %     | %     | %    | %    | %    | Votantes |
| Freguesia           | PS    | PSD   | BE    | CDU   | PP   | MEP  | PCTP | Votantes |
| ------------------- | ----- | ----- | ----- | ----- | ---- | ---- | ---- | -------- |
| Foros de Salvaterra | 23,38 | 16,67 | 23,16 | 16,34 | 8,01 | 1,52 | 1,41 | 924      |
| Glória do Ribatejo  | 39,39 | 5,84  | 17,37 | 22,55 | 2,52 | 0,93 | 1,72 | 754      |
| Granho              | 43,58 | 11,93 | 19,27 | 11,47 | 4,13 | 0,46 | 0,92 | 218      |
| Marinhais           | 28,74 | 22,83 | 17,53 | 9,85  | 5,77 | 1,43 | 1,36 | 1 472    |
| Muge                | 47,93 | 12,65 | 13,38 | 11,68 | 5,11 | 0,97 | 1,95 | 411      |
| Salvaterra de Magos | 21,58 | 24,19 | 16,23 | 17,41 | 7,69 | 2,41 | 1,43 | 1 534    |
| Salvaterra de Magos | 29,34 | 18,50 | 17,86 | 15,17 | 6,14 | 1,58 | 1,47 | 5 313    |

### Santarém
| Partido                 | Partido                        | Votos  | %               | +/-   |
| ----------------------- | ------------------------------ | ------ | --------------- | ----- |
|                         | Partido Social Democrata       | 6 061  | 28,90 / 100,00  | -     |
|                         | Partido Socialista             | 5 620  | 26,79 / 100,00  | 20,71 |
|                         | Bloco de Esquerda              | 2 412  | 11,50 / 100,00  | 6,75  |
|                         | Coligação Democrática Unitária | 2 261  | 10,78 / 100,00  | 0,35  |
|                         | Partido Popular                | 1 774  | 8,46 / 100,00   | -     |
|                         | Movimento Esperança Portugal   | 399    | 1,90 / 100,00   | Novo  |
|                         | PCTP/MRPP                      | 255    | 1,22 / 100,00   | 0,07  |
|                         | Outros                         | 542    | 2,58 / 100,00   |       |
| Votos Inválidos         | Votos Inválidos                | 1 651  | 7,87 / 100,00   | 3,73  |
| Total                   | Total                          | 20 975 | 100,00 / 100,00 |       |
| Eleitorado/Participação | Eleitorado/Participação        | 54 743 | 38,32 / 100,00  | 0,60  |

| Freguesia                         | %     | %     | %     | %     | %     | %    | %    | Votantes |
| Freguesia                         | PSD   | PS    | BE    | CDU   | PP    | MEP  | PCTP | Votantes |
| --------------------------------- | ----- | ----- | ----- | ----- | ----- | ---- | ---- | -------- |
| Abitureiras                       | 30,36 | 37,50 | 4,76  | 7,14  | 6,85  | 2,38 | 1,49 | 336      |
| Abrã                              | 34,57 | 28,99 | 7,71  | 6,12  | 7,71  | 1,06 | 1,06 | 376      |
| Achete                            | 30,98 | 29,91 | 11,35 | 6,60  | 7,67  | 0,77 | 1,84 | 652      |
| Alcanede                          | 43,80 | 18,21 | 6,23  | 4,36  | 12,40 | 1,45 | 0,85 | 1 653    |
| Alcanhões                         | 18,27 | 24,03 | 6,26  | 30,12 | 8,29  | 1,52 | 1,52 | 591      |
| Almoster                          | 19,26 | 29,73 | 11,49 | 21,96 | 5,24  | 1,69 | 1,69 | 592      |
| Amiais de Baixo                   | 22,15 | 47,06 | 7,76  | 9,51  | 3,50  | 0,50 | 1,25 | 799      |
| Arneiro das Milhariças            | 31,70 | 30,39 | 8,50  | 9,48  | 7,19  | 1,31 | 1,63 | 306      |
| Azoia de Baixo                    | 30,00 | 16,67 | 12,50 | 14,17 | 10,83 | 3,33 | 0,83 | 120      |
| Azoia de Cima                     | 21,86 | 48,09 | 9,29  | 8,20  | 3,28  | 1,09 | 0    | 183      |
| Casével                           | 28,45 | 30,17 | 11,21 | 6,90  | 4,31  | 1,72 | 3,45 | 116      |
| Gançaria                          | 48,48 | 19,48 | 6,93  | 1,30  | 9,09  | 3,03 | 0    | 231      |
| Moçarria                          | 17,01 | 35,31 | 16,49 | 13,14 | 4,64  | 1,55 | 1,80 | 388      |
| Pernes                            | 25,82 | 26,14 | 10,62 | 21,73 | 4,08  | 0,65 | 2,61 | 612      |
| Pombalinho                        | 8,41  | 47,35 | 10,62 | 20,80 | 4,42  | 0,88 | 2,65 | 226      |
| Póvoa da Isenta                   | 17,94 | 21,18 | 15,29 | 25,59 | 5,88  | 1,47 | 1,47 | 340      |
| Póvoa de Santarém                 | 15,88 | 39,48 | 5,58  | 11,16 | 14,16 | 1,72 | 2,15 | 233      |
| Romeira                           | 26,44 | 38,31 | 11,49 | 8,81  | 4,21  | 0,38 | 0,38 | 261      |
| Santa Iria da Ribeira de Santarém | 16,83 | 31,72 | 22,01 | 14,56 | 4,85  | 0,97 | 1,94 | 309      |
| Santarém (Marvila)                | 34,04 | 22,32 | 11,88 | 7,44  | 10,57 | 2,54 | 0,83 | 3 737    |
| Santarém (São Nicolau)            | 29,29 | 23,61 | 15,39 | 9,20  | 8,69  | 2,72 | 0,80 | 2 762    |
| Santarém (São Salvador)           | 29,61 | 22,96 | 14,39 | 8,64  | 10,21 | 1,85 | 0,86 | 2 918    |
| São Vicente do Paul               | 22,03 | 28,35 | 10,34 | 15,71 | 7,28  | 3,07 | 1,92 | 522      |
| Tremês                            | 31,40 | 37,05 | 6,80  | 5,21  | 6,37  | 2,46 | 1,30 | 691      |
| Vale de Figueira                  | 14,67 | 29,83 | 6,85  | 27,87 | 5,38  | 2,44 | 2,93 | 409      |
| Vale de Santarém                  | 20,49 | 30,79 | 12,34 | 15,88 | 7,30  | 1,72 | 1,82 | 932      |
| Vaqueiros                         | 24,22 | 19,53 | 11,72 | 25,00 | 6,25  | 0    | 3,91 | 128      |
| Várzea                            | 29,89 | 27,90 | 13,04 | 6,34  | 8,51  | 1,45 | 0,72 | 552      |
| Santarém                          | 28,90 | 26,79 | 11,50 | 10,78 | 8,46  | 1,90 | 1,22 | 20 975   |

### Sardoal
| Partido                 | Partido                        | Votos | %               | +/-   |
| ----------------------- | ------------------------------ | ----- | --------------- | ----- |
|                         | Partido Social Democrata       | 727   | 37,19 / 100,00  | -     |
|                         | Partido Socialista             | 456   | 23,32 / 100,00  | 20,48 |
|                         | Bloco de Esquerda              | 188   | 9,62 / 100,00   | 5,68  |
|                         | Partido Popular                | 132   | 6,75 / 100,00   | -     |
|                         | Coligação Democrática Unitária | 101   | 5,17 / 100,00   | 2,73  |
|                         | Movimento Esperança Portugal   | 52    | 2,66 / 100,00   | Novo  |
|                         | PCTP/MRPP                      | 29    | 1,48 / 100,00   | 0,29  |
|                         | Partido da Terra               | 22    | 1,13 / 100,00   | 0,61  |
|                         | Outros                         | 42    | 2,15 / 100,00   |       |
| Votos Inválidos         | Votos Inválidos                | 206   | 10,54 / 100,00  | 3,64  |
| Total                   | Total                          | 1 955 | 100,00 / 100,00 |       |
| Eleitorado/Participação | Eleitorado/Participação        | 3 709 | 52,71 / 100,00  | 0,96  |

| Freguesia              | %     | %     | %     | %    | %    | %    | %    | %    | Votantes |
| Freguesia              | PSD   | PS    | BE    | PP   | CDU  | MEP  | PCTP | MPT  | Votantes |
| ---------------------- | ----- | ----- | ----- | ---- | ---- | ---- | ---- | ---- | -------- |
| Alcaravela             | 42,96 | 15,76 | 6,75  | 8,07 | 3,75 | 4,32 | 0,94 | 0,94 | 533      |
| Santiago de Montalegre | 53,75 | 13,75 | 3,75  | 6,25 | 1,88 | 5,00 | 0,63 | 1,88 | 160      |
| Sardoal                | 32,34 | 28,44 | 12,64 | 6,41 | 5,58 | 1,39 | 1,58 | 1,02 | 1 076    |
| Valhascos              | 34,41 | 23,66 | 5,38  | 5,38 | 9,68 | 3,23 | 3,23 | 1,61 | 186      |
| Sardoal                | 37,19 | 23,32 | 9,62  | 6,75 | 5,17 | 2,66 | 1,48 | 1,13 | 1 955    |

### Tomar
| Partido                 | Partido                        | Votos  | %               | +/-   |
| ----------------------- | ------------------------------ | ------ | --------------- | ----- |
|                         | Partido Social Democrata       | 4 916  | 31,86 / 100,00  | -     |
|                         | Partido Socialista             | 3 654  | 23,68 / 100,00  | 19,68 |
|                         | Bloco de Esquerda              | 2 055  | 13,32 / 100,00  | 8,41  |
|                         | Partido Popular                | 1 221  | 7,91 / 100,00   | -     |
|                         | Coligação Democrática Unitária | 1 181  | 7,65 / 100,00   | 2,38  |
|                         | Movimento Esperança Portugal   | 222    | 1,44 / 100,00   | Novo  |
|                         | PCTP/MRPP                      | 210    | 1,36 / 100,00   | 0,33  |
|                         | Outros                         | 492    | 3,19 / 100,00   |       |
| Votos Inválidos         | Votos Inválidos                | 1 478  | 9,58 / 100,00   | 3,81  |
| Total                   | Total                          | 15 429 | 100,00 / 100,00 |       |
| Eleitorado/Participação | Eleitorado/Participação        | 39 424 | 39,14 / 100,00  | 0,98  |

| Freguesia                | %     | %     | %     | %     | %     | %    | %    | Votantes |
| Freguesia                | PSD   | PS    | BE    | PP    | CDU   | MEP  | PCTP | Votantes |
| ------------------------ | ----- | ----- | ----- | ----- | ----- | ---- | ---- | -------- |
| Além da Ribeira          | 19,20 | 36,96 | 11,46 | 6,59  | 10,03 | 1,15 | 0,29 | 349      |
| Alviobeira               | 37,55 | 31,65 | 8,86  | 2,53  | 2,53  | 0    | 0,42 | 237      |
| Asseiceira               | 20,79 | 29,96 | 16,59 | 6,99  | 6,90  | 1,22 | 1,92 | 1 145    |
| Beselga                  | 27,51 | 30,42 | 11,97 | 5,50  | 9,71  | 0,97 | 1,62 | 309      |
| Carregueiros             | 31,97 | 16,55 | 10,88 | 9,52  | 16,78 | 2,27 | 1,36 | 441      |
| Casais                   | 34,00 | 26,98 | 10,14 | 8,03  | 5,69  | 0,67 | 1,00 | 897      |
| Junceira                 | 45,31 | 18,50 | 8,31  | 8,04  | 3,22  | 0,80 | 0,54 | 373      |
| Madalena                 | 22,89 | 27,28 | 16,55 | 6,42  | 9,80  | 1,35 | 2,45 | 1 184    |
| Olalhas                  | 51,84 | 13,88 | 5,85  | 6,69  | 2,34  | 0,50 | 1,00 | 598      |
| Paialvo                  | 22,49 | 25,60 | 13,88 | 8,49  | 14,95 | 0,72 | 2,63 | 836      |
| Pedreira                 | 32,22 | 26,67 | 7,04  | 7,78  | 11,11 | 1,11 | 1,48 | 270      |
| Sabacheira               | 29,89 | 33,05 | 11,21 | 6,32  | 8,62  | 1,72 | 1,44 | 348      |
| Santa Maria dos Olivais  | 33,93 | 20,58 | 15,19 | 7,99  | 7,21  | 1,95 | 1,00 | 4 607    |
| São Pedro de Tomar       | 27,39 | 26,08 | 13,51 | 11,44 | 7,97  | 1,22 | 2,35 | 1 066    |
| Serra                    | 53,55 | 12,75 | 5,46  | 9,29  | 3,46  | 1,09 | 0,55 | 549      |
| Tomar (São João Batista) | 32,12 | 23,69 | 14,32 | 8,11  | 6,44  | 1,76 | 1,08 | 2 220    |
| Tomar                    | 31,86 | 23,68 | 13,32 | 7,91  | 7,65  | 1,44 | 1,36 | 15 429   |

### Torres Novas
| Partido                 | Partido                        | Votos  | %               | +/-   |
| ----------------------- | ------------------------------ | ------ | --------------- | ----- |
|                         | Partido Social Democrata       | 3 449  | 25,78 / 100,00  | -     |
|                         | Partido Socialista             | 3 393  | 25,36 / 100,00  | 22,92 |
|                         | Bloco de Esquerda              | 2 178  | 16,28 / 100,00  | 10,27 |
|                         | Coligação Democrática Unitária | 1 623  | 12,13 / 100,00  | 2,63  |
|                         | Partido Popular                | 857    | 6,40 / 100,00   | -     |
|                         | PCTP/MRPP                      | 202    | 1,51 / 100,00   | 0,13  |
|                         | Movimento Esperança Portugal   | 188    | 1,40 / 100,00   | Novo  |
|                         | Outros                         | 336    | 2,51 / 100,00   |       |
| Votos Inválidos         | Votos Inválidos                | 1 155  | 8,63 / 100,00   | 4,32  |
| Total                   | Total                          | 13 381 | 100,00 / 100,00 |       |
| Eleitorado/Participação | Eleitorado/Participação        | 33 156 | 40,36 / 100,00  | 0,51  |

| Freguesia                  | %     | %     | %     | %     | %    | %    | %    | Votantes |
| Freguesia                  | PSD   | PS    | BE    | CDU   | PP   | PCTP | MEP  | Votantes |
| -------------------------- | ----- | ----- | ----- | ----- | ---- | ---- | ---- | -------- |
| Alcorochel                 | 28,19 | 24,23 | 18,06 | 11,45 | 5,29 | 1,76 | 0,88 | 227      |
| Assentiz                   | 31,17 | 31,39 | 10,00 | 6,06  | 5,40 | 1,17 | 1,31 | 1 370    |
| Brogueira                  | 18,05 | 30,08 | 14,54 | 20,30 | 4,26 | 2,01 | 0,75 | 399      |
| Chancelaria                | 43,85 | 18,10 | 11,46 | 3,11  | 6,22 | 0,57 | 0,85 | 707      |
| Lapas                      | 14,97 | 26,42 | 19,12 | 20,38 | 4,78 | 2,26 | 1,76 | 795      |
| Meia Via                   | 21,28 | 25,18 | 20,92 | 11,17 | 5,32 | 0,89 | 1,95 | 564      |
| Olaia                      | 21,60 | 27,04 | 16,44 | 15,08 | 6,93 | 2,45 | 0,54 | 736      |
| Paço                       | 27,10 | 24,19 | 11,94 | 10,32 | 6,13 | 2,26 | 2,58 | 310      |
| Parceiros de Igreja        | 32,33 | 31,67 | 13,00 | 5,00  | 5,00 | 1,33 | 1,67 | 300      |
| Pedrógão                   | 29,01 | 24,32 | 11,98 | 12,84 | 5,80 | 2,47 | 0,62 | 810      |
| Riachos                    | 19,99 | 23,23 | 21,70 | 15,65 | 5,68 | 1,41 | 1,22 | 1 636    |
| Ribeira Branca             | 11,63 | 18,99 | 22,87 | 29,07 | 5,81 | 2,33 | 0,78 | 258      |
| Torres Novas (Salvador)    | 30,18 | 25,79 | 13,99 | 9,74  | 8,23 | 1,23 | 1,10 | 729      |
| Torres Novas (Santa Maria) | 25,54 | 23,97 | 18,60 | 9,30  | 9,06 | 1,09 | 2,05 | 1 656    |
| Torres Novas (Santiago)    | 27,44 | 27,97 | 15,30 | 11,61 | 6,33 | 2,11 | 0,79 | 379      |
| Torres Novas (São Pedro)   | 26,51 | 24,61 | 16,90 | 12,30 | 7,24 | 1,25 | 1,86 | 2 154    |
| Zibreira                   | 24,79 | 26,21 | 14,53 | 16,81 | 3,42 | 1,99 | 1,42 | 351      |
| Torres Novas               | 25,78 | 25,36 | 16,28 | 12,13 | 6,40 | 1,51 | 1,40 | 13 381   |

### Vila Nova da Barquinha
| Partido                 | Partido                        | Votos | %               | +/-   |
| ----------------------- | ------------------------------ | ----- | --------------- | ----- |
|                         | Partido Socialista             | 872   | 30,67 / 100,00  | 22,21 |
|                         | Partido Social Democrata       | 578   | 20,33 / 100,00  | -     |
|                         | Coligação Democrática Unitária | 428   | 15,05 / 100,00  | 5,24  |
|                         | Bloco de Esquerda              | 380   | 13,37 / 100,00  | 7,61  |
|                         | Partido Popular                | 209   | 7,35 / 100,00   | -     |
|                         | PCTP/MRPP                      | 49    | 1,72 / 100,00   | 0,32  |
|                         | Outros                         | 121   | 4,25 / 100,00   |       |
| Votos Inválidos         | Votos Inválidos                | 206   | 7,24 / 100,00   | 3,19  |
| Total                   | Total                          | 2 843 | 100,00 / 100,00 |       |
| Eleitorado/Participação | Eleitorado/Participação        | 6 735 | 42,21 / 100,00  | 2,70  |

| Freguesia              | %     | %     | %     | %     | %    | %    | Votantes |
| Freguesia              | PS    | PSD   | CDU   | BE    | PP   | PCTP | Votantes |
| ---------------------- | ----- | ----- | ----- | ----- | ---- | ---- | -------- |
| Atalaia                | 30,46 | 15,69 | 21,54 | 10,15 | 7,54 | 2,77 | 650      |
| Moita do Norte         | 30,81 | 17,80 | 18,69 | 13,38 | 6,82 | 1,52 | 792      |
| Praia do Ribatejo      | 29,25 | 22,98 | 10,72 | 14,35 | 8,77 | 1,81 | 718      |
| Tancos                 | 44,12 | 12,50 | 8,09  | 23,53 | 3,68 | 1,47 | 136      |
| Vila Nova da Barquinha | 29,25 | 27,97 | 9,51  | 13,35 | 6,95 | 0,73 | 547      |
| Vila Nova da Barquinha | 30,67 | 20,33 | 15,05 | 13,37 | 7,35 | 1,72 | 2 843    |